# Juho Hänninen
Juho Hänninen (ur. 25 lipca 1981 w Punkaharju) – fiński kierowca rajdowy. W 2004 roku był mistrzem Finlandii w grupie N.

## Kariera
Swój debiut w rajdach Hänninen zaliczył w 2003 roku. W 2006 roku zadebiutował w Rajdowych Mistrzostwach Świata. Pilotowany przez Marka Sallinena i jadący Mitsubishi Lancerem Evo 9 zajął wówczas 15. miejsce w Rajdzie Szwecji. W 2007 startował w serii Production Cars WRC i zajął w niej 5. miejsce (był m.in. drugi w Rajdzie Wielkiej Brytanii. W sezonie 2007 zdobył też pierwsze punkty do klasyfikacji generalnej MŚ w karierze, gdy zajął 8. pozycję w Rajdzie Włoch. W 2008 roku został wicemistrzem PCWRC (zdobył 2 punkty mniej niż Austriak Andreas Aigner), dzięki zwycięstwom w Rajdzie Szwecji, Finlandii i Japonii. W 2010 roku zaliczył jeden start w SWRC - wygrał wówczas Rajd Finlandii. Z kolei w 2011 roku został mistrzem tej serii. Odniósł w niej trzy zwycięstwa: w Rajdzie Grecji, Rajdzie Finlandii i Rajdzie Hiszpanii.
W 2008 roku Hänninen rozpoczął też starty w Intercontinental Rally Challenge. Zwyciężył wówczas w Rajdzie Rosji. W 2009 roku także wygrał ten rajd. W 2010 roku odniósł zwycięstwa w Rajdzie Argentyny, Rajdzie Sardynii i Rajdzie Szkocji oraz zajął 2. miejsca w Rajdzie Monte Carlo, Rajdzie Wysp Kanaryjskich, Rajdzie Barum i Rajdzie San Remo. Dzięki tym wynikom wywalczył mistrzostwo Intercontinental Rally Challenge. Z kolei w sezonie 2011 wygrał trzy rajdy w IRC: Rajd Wysp Kanaryjskich, Rajdzie Jałty i Rajdzie Azorów. W klasyfikacji generalnej IRC zajął 3. pozycję.
W 2004 roku Hänninen osiągnął sukces na rodzimych trasach, gdy został mistrzem Finlandii w grupie N startując Hondą Civic Type-R.

## Starty w rajdach WRC
| Sezon | Zespół                             | Samochód                                                       | 1        | 2        | 3          | 4          | 5             | 6         | 7        | 8      | 9      | 10        | 11        | 12              | 13              | 14        | 15       | 16 | Punkty | Miejsce |
| ----- | ---------------------------------- | -------------------------------------------------------------- | -------- | -------- | ---------- | ---------- | ------------- | --------- | -------- | ------ | ------ | --------- | --------- | --------------- | --------------- | --------- | -------- | -- | ------ | ------- |
| 2006  | Juho Hänninen                      | Mitsubishi Lancer Evo 9 Mitsubishi Lancer WRC Citroën C2 S1600 | Monako   | 15       | Meksyk     | Hiszpania  | Francja       | Argentyna | 14       | Grecja | Niemcy | DK        | Japonia   | Cypr            | Turcja          | Australia | 9        | 19 | 0      | -       |
| 2007  | RRE Sports Juho Hänninen           | Mitsubishi Lancer Evo 9 Mitsubishi Lancer WRC                  | Monako   | DK       | 17         | Meksyk     | Portugalia    | 11        | 8        | NU     | NU     | Niemcy    | 19        | DK              | Francja         | 23        | Irlandia | 14 | 1      | 22.     |
| 2008  | Ralliart New Zealand Juho Hänninen | Mitsubishi Lancer Evo 9                                        | Monako   | 8        | Meksyk     | Argentyna  | Jordania      | Włochy    | 20       | Turcja | 13     | Niemcy    | 14        | 29              | 24              | 10        | NU       |    | 1      | 21.     |
| 2009  | Juho Hänninen                      | Škoda Fabia S2000                                              | Irlandia | Norwegia | Cypr       | Portugalia | Argentyna     | Włochy    | Grecja   | Polska | 10     | Australia | Hiszpania | Wielka Brytania |                 |           |          |    | 0      | -       |
| 2010  | Juho Hänninen                      | Škoda Fabia S2000                                              | Szwecja  | Meksyk   | Jordania   | Turcja     | Nowa Zelandia | NU        | Bułgaria | 9      | Niemcy | Japonia   | Francja   | Hiszpania       | Wielka Brytania |           |          |    | 2      | 21.     |
| 2011  | Red Bull Škoda                     | Škoda Fabia S2000                                              | Szwecja  | 8        | Portugalia | Jordania   | 8             | Argentyna | 8        | 10     | 20     | Australia | 26        | 10              | Wielka Brytania |           |          |    | 14     | 16.     |
| 2013  | Qatar World Rally Team             | Ford Fiesta RS WRC                                             | NU       | 6        | -          | -          | -             | -         | -        | 32     | -      | -         | -         | -               | -               |           |          |    | 8      | 15.     |
| 2014  | Hyundai World Rally Team           | Hyundai i20 WRC                                                | -        | 19       | -          | 8          | -             | NU        | 6        | -      | -      | -         | -         | -               | -               |           |          |    | 12     | 12.     |
| 2015  | Juho Hänninen                      | Ford Fiesta RS WRC                                             | -        | -        | -          | -          | -             | -         | -        | 6      | -      | -         | -         | -               | -               |           |          |    | 14     | 8.      |
| 2017  | Toyota GAZOO Racing WRT            | Toyota Yaris WRC                                               | 16       | 23       | 7          | NU         | 7             | 7         | 6        | 10     | 3      | 4         | 4         | NU              | -               |           |          |    | 71     | 9.      |

## Starty w rajdach PCWRC
| Sezon | Zespół               | Samochód                 | 1      | 2   | 3     | 4      | 5     | 6     | 7     | 8      | 9 | Punkty | Miejsce |
| ----- | -------------------- | ------------------------ | ------ | --- | ----- | ------ | ----- | ----- | ----- | ------ | - | ------ | ------- |
| 2007  | RRE Sports           | Mitsubishi Lancer Evo IX | SWE DK | MEX | ARG 3 | GRE NU | NZL 7 | JPN 7 | IRL   | GBR 2  |   | 18     | 5.      |
| 2008  | Ralliart New Zealand | Mitsubishi Lancer Evo IX | SWE 1  | ARG | GRE 7 | TUR    | FIN 1 | NZL 5 | JPN 1 | GBR NU |   | 36     | 2.      |

## Starty w rajdach SWRC
| Sezon | Zespół         | Samochód          | 1     | 2   | 3     | 4     | 5     | 6     | 7     | 8     | 9   | 10  | Punkty | Miejsce |
| ----- | -------------- | ----------------- | ----- | --- | ----- | ----- | ----- | ----- | ----- | ----- | --- | --- | ------ | ------- |
| 2010  | Juho Hänninen  | Škoda Fabia S2000 | SWE   | MEX | JOR   | NZL   | POR   | FIN 1 | DEU   | JPN   | FRA | GBR | 25     | 10.     |
| 2011  | Red Bull Škoda | Škoda Fabia S2000 | MEX 2 | JOR | ITA 2 | GRE 1 | FIN 1 | DEU 4 | FRA 5 | ESP 1 |     |     | 138    | 1.      |

## Starty w rajdach IRC
| Sezon | Zespół           | Samochód                                   | 1      | 2     | 3     | 4      | 5     | 6      | 7     | 8     | 9     | 10    | 11     | 12  | 13 | Punkty | Miejsce |
| ----- | ---------------- | ------------------------------------------ | ------ | ----- | ----- | ------ | ----- | ------ | ----- | ----- | ----- | ----- | ------ | --- | -- | ------ | ------- |
| 2008  | Juho Hänninen    | Mitsubishi Lancer Evo IX Peugeot 207 S2000 | STA    | POR 5 | YPR   | ROS 1  | MAD   | BAR    | AST   | SAN   | VAL   | CHI   |        |     |    | 14     | 8.      |
| 2009  | Škoda Motorsport | Škoda Fabia S2000                          | MON NU | KUR   | SAF   | AZO NU | YPR 5 | ROS 1  | MAD   | BAR 3 | AST   | SAN 8 | SZK    |     |    | 21     | 6.      |
| 2010  | Škoda Motorsport | Škoda Fabia S2000                          | MON 2  | KUR 3 | ARG 1 | KAN 2  | SAR 1 | YPR NU | AZO 3 | MAD 3 | BAR 2 | SAN 2 | SZK 1  | CYP |    | 62     | 1.      |
| 2011  | Škoda Motorsport | Škoda Fabia S2000                          | MON 6  | KAN 1 | KOR   | JAŁ 1  | YPR   | AZO 1  | BAR 3 | MEC   | SAN   | SZK 2 | CYP 16 |     |    | 125    | 3.      |